# Deadline - U.S.A.
Deadline - U.S.A.  es una película estadounidense de 1952, del género policíaco, dirigida por Richard Brooks, protagonizada por Humphrey Bogart, Ethel Barrymore y Kim Hunter en los papeles principales. Su trama gira en torno a un editor de periódico (Ed Hutcheson, interpretrado por Humphrey Bogart) que decide sacar a la luz los oscuros negocios de un importante jefe mafioso y pone de manifiesto los problemas de las democracias corruptas.